# 오드펠

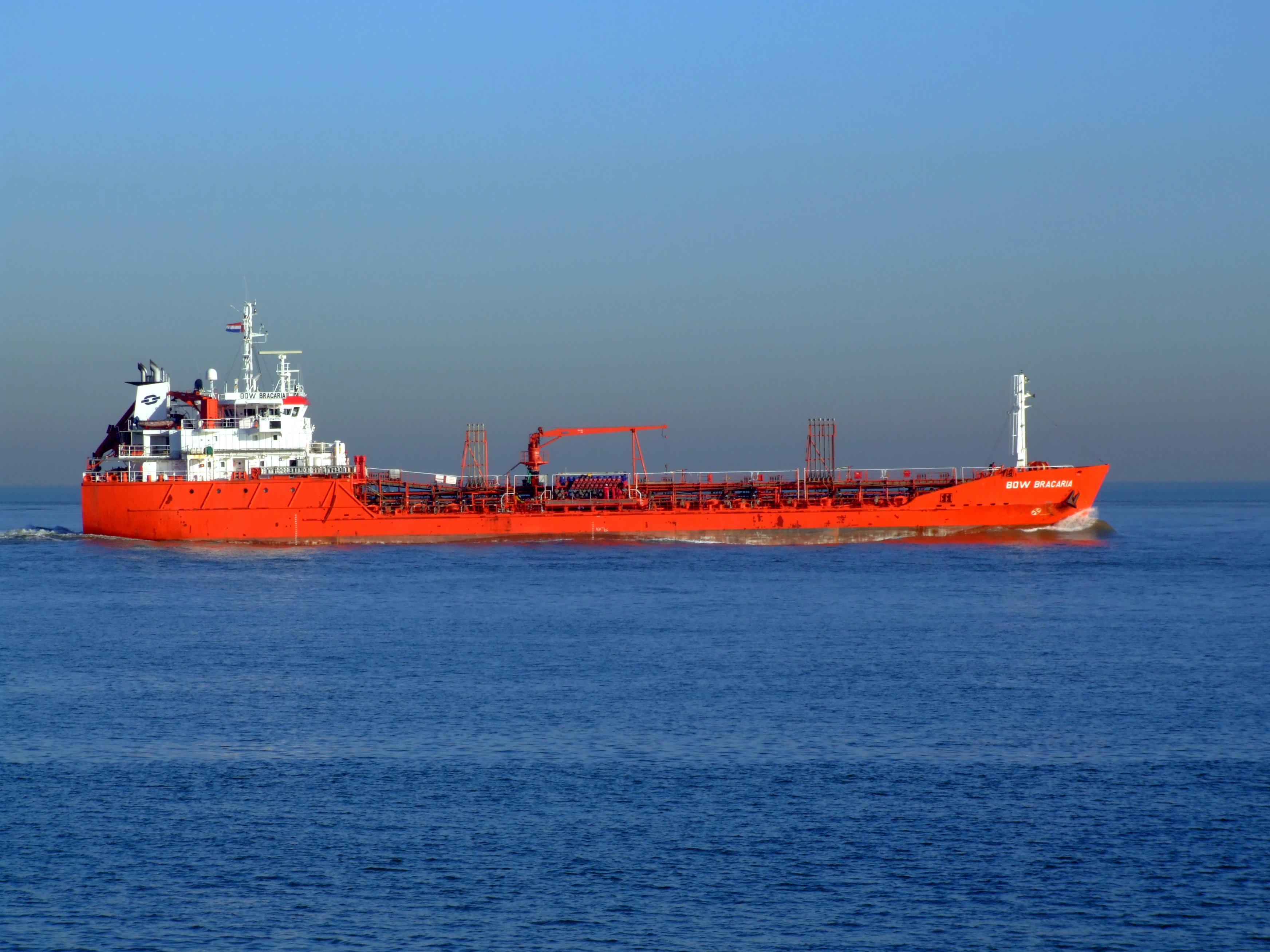

오드펠(Odfjell)은 노르웨이의 해운 회사이다. 7개의 터미널과 96척의 탱커 선단을 운영하고 있다. 본사는 베르겐에 있으며 오슬로 증권거래소에 상장되어 있다.

## 역사
오드펠은 1914년 창립되었다. 2차 세계대전 이전에 탱커를 보유했으며 1983년 휴스턴에 첫 번째 터미널을 개설한 이후 2007년까지 터미널을 7개로 확충했다. 1986년에는 오슬로 증권거래소에 상장했다.